# Andrea Mariano Magrassi
Andrea Mariano Magrassi (ur. 4 września 1930 w Mombisaccio, zm. 15 kwietnia 2004) – włoski duchowny katolicki.
Zakonnik benedyktyn (O.S.B.); 2 sierpnia 1953 przyjął święcenia kapłańskie. W listopadzie 1977 został mianowany arcybiskupem Bari-Canosa; udzielił mu sakry biskupiej 17 grudnia 1977 kardynał Sebastiano Baggio. Po reformach administracji kościelnej we Włoszech przeniesiony we wrześniu 1982 na biskupa Bitonto, a we wrześniu 1986 na arcybiskupa Bari-Bitonto. 3 lipca 1999 złożył rezygnację z rządów archidiecezją.
Udzielił święceń biskupich m.in. swojemu następcy na stolicy metropolitalnej Bari-Bitonto, Francesco Cacucciemu.